# 星溪園
星溪園（せいけいえん）は、埼玉県熊谷市にある回遊式庭園。江戸時代末期から明治時代にかけて整備され、昭和29年（1954年）に熊谷市の名勝に指定された。

## 概要
市内を流れる星川の水源「玉の池」を中心にした回遊式庭園。慶応年間（1865年から1868年）から明治元年（1868年）にかけて、熊谷宿の本陣を代々務めていた竹井家当主・竹井澹如が池の周囲に別邸を設けることになり、庭園として整備を進めた。
元々は「池ノ亭」と呼ばれていたが、昭和初期に当地を訪れた京都大徳寺の牧宗禅師が「星溪」と名付け、同25年（1950年）に熊谷市へ譲渡された際に「星溪園」と命名された。庭園内には数寄屋造りを取り入れた星溪寮、松風庵、積翠閣という3つの建物、木竹や名石や古塔が配されている。
竹井は中央政界と親交があり、戦前には昭憲皇太后、秩父宮雍仁親王、大隈重信、徳富蘇峰をはじめ多くの著名人が来遊した。
昭和20年（1945年）8月15日の熊谷空襲により、庭園内の此君亭と茶屋が焼失する被害を受けたが、星溪寮、松風庵、積翠閣は焼失を免れた。その後、建物の老朽化が進んでいたが平成2年から同4年（1990年から1992年）にかけて建物の修復や園内の整備が行われた。

## 玉の池
元和9年（1623年）9月、荒川の洪水により堤（北条堤）が決壊し、決壊場所から湧き水が生じるようになり「玉の池」と呼ばれた。江戸後期に編纂された『新編武蔵風土記稿』には次のように記されており、「石上寺境内の池」が「玉の池」にあたる。
なお、湧き水は荒川河川敷にある砂利の乱掘、周辺地域の都市化などの影響により、昭和30年代に枯渇したが、六堰頭首工から取水した荒川の水を引き入れることで水位を保っている。

## データ
- 開館時間 - 9時から17時（11月1日から2月末日までは、9時から16時）
- 休館日 - 月曜日と12月27日から1月4日までの年末年始（ただし月曜日が休日の場合は翌日が休館）